# Орора-Сентер (Південна Дакота)
Орора-Сентер (англ. Aurora Center) — переписна місцевість (CDP) в США, в окрузі Орора штату Південна Дакота. Населення — 22 особи (2020).

## Географія
Орора-Сентер розташована за координатами 43°31′38″ пн. ш. 98°35′22″ зх. д. / 43.52722° пн. ш. 98.58944° зх. д. (43.527155, -98.589466).  За даними Бюро перепису населення США в 2010 році переписна місцевість мала площу 0,11 км², уся площа — суходіл.

## Демографія
Згідно з переписом 2010 року, у переписній місцевості мешкало 12 осіб у 6 домогосподарствах у складі 2 родин. Густота населення становила 107 осіб/км².  Було 12 помешкання (107/км²).
Расовий склад населення:
| - 100,0 % — білих |

До двох чи більше рас належало 0,0 %. Частка іспаномовних становила 0,0 % від усіх жителів.
За віковим діапазоном населення розподілялося таким чином: 25,0 % — особи молодші 18 років, 50,0 % — особи у віці 18—64 років, 25,0 % — особи у віці 65 років та старші. Медіана віку мешканця становила 34,0 року. На 100 осіб жіночої статі у переписній місцевості припадало 140,0 чоловіків;  на 100 жінок у віці від 18 років та старших — 125,0 чоловіків також старших 18 років.
Середній дохід на одне домашнє господарство  становив 60 468 доларів США (медіана — 71 875), а середній дохід на одну сім'ю — 75 736 доларів (медіана — 73 333). 
Цивільне працевлаштоване населення становило 32 особи. Основні галузі зайнятості: інформація — 18,8 %, публічна адміністрація — 12,5 %, освіта, охорона здоров'я та соціальна допомога — 12,5 %.